# Vietnamese naam
De opbouw van de Vietnamese naam is gelijk aan veel andere landen in Oost-Azië waar veel invloeden zijn van Volksrepubliek China. Dit betekent, dat vooraan de familienaam staat, gevolgd door de voornamen. Meestal heeft een persoon meerdere voornamen. De roepnaam staat (vaak) achteraan.
De voornamen die een Vietnamees krijgt, kunnen gegeven worden aan zowel jongens als meisjes. Met andere woorden, er zijn niet echt jongensnamen en meisjesnamen. Nu zijn er wel namen die voornamelijk aan meisjes gegeven worden, zoals Vân (Nederlands: wolk). In veel gevallen krijgt het meisje de naam Thị, wat vrij vertaald kan worden naar meisje. Deze naam staat meestal als laatste voornaam vermeld.
In Nederland wordt de volgorde van de naam beperkt omgedraaid. Zo wordt de familienaam wel naar achteren verplaatst, maar de voornamen worden niet omgedraaid. Ook worden niet alle accenten vertaald. Zo wordt bijvoorbeeld de naam Đinh niet vertaald naar Dinh, maar Hạnh wordt wél vertaald naar Hanh.
familienaam · voornaam · antroponymie